# Lapin du métro parisien
Le lapin du métro parisien, nommé Serge et parfois appelé lapin RATP ou  Serge le Lapin, est un personnage de fiction figurant sur divers dessins que la RATP affiche depuis la fin des années 1970 dans le métro parisien, afin d'avertir le jeune public de certains dangers. Plusieurs lapins de couleurs et d'allures différentes suivant les époques se sont succédé pour prévenir de certains dangers, notamment du risque de se faire pincer les doigts dans la porte des voitures composant la rame, de coincer ses pieds dans les escaliers mécaniques ou encore de se coincer la main dans les battants des portillons automatiques.
Dans certaines rames (MF 67 et MP 73 notamment), le risque contre lequel ce lapin met en garde ne concerne pas la fermeture, mais l'ouverture des portes : en s'ouvrant, la porte glisse vivement à l'intérieur de la paroi de la voiture, une main d'enfant plaquée sur cette porte peut être entraînée et se retrouver coincée entre la porte et la paroi.

## Description

### Contexte
Les affiches mettant en scène ce lapin se présentent sous la forme de vignettes autocollantes, apposées à l'intérieur des rames du métro de Paris et du RER, sur les portes coulissantes dont elles sont équipées et à proximité. En effet, comme leur ouverture et leur fermeture est automatisée, elles constituent un danger pour les jeunes enfants, car ils ne sont pas conscients du risque de s'y pincer les doigts. Le lapin rose assure donc un rôle pédagogique de prévention.
Il n'est pas présent dans les autres types de transport en commun parisiens (autobus, tramway), mais on le retrouve dans des réseaux métropolitains ailleurs en France (voir plus bas).
Depuis le début de l'année 2017, Serge le Lapin a investi les escaliers mécaniques du réseau parisien pour avertir les voyageurs et notamment les jeunes enfants aux comportements à risques. Il est déployé sur les 115 escaliers mécaniques qui nécessitent une attention plus particulière.

### Illustration

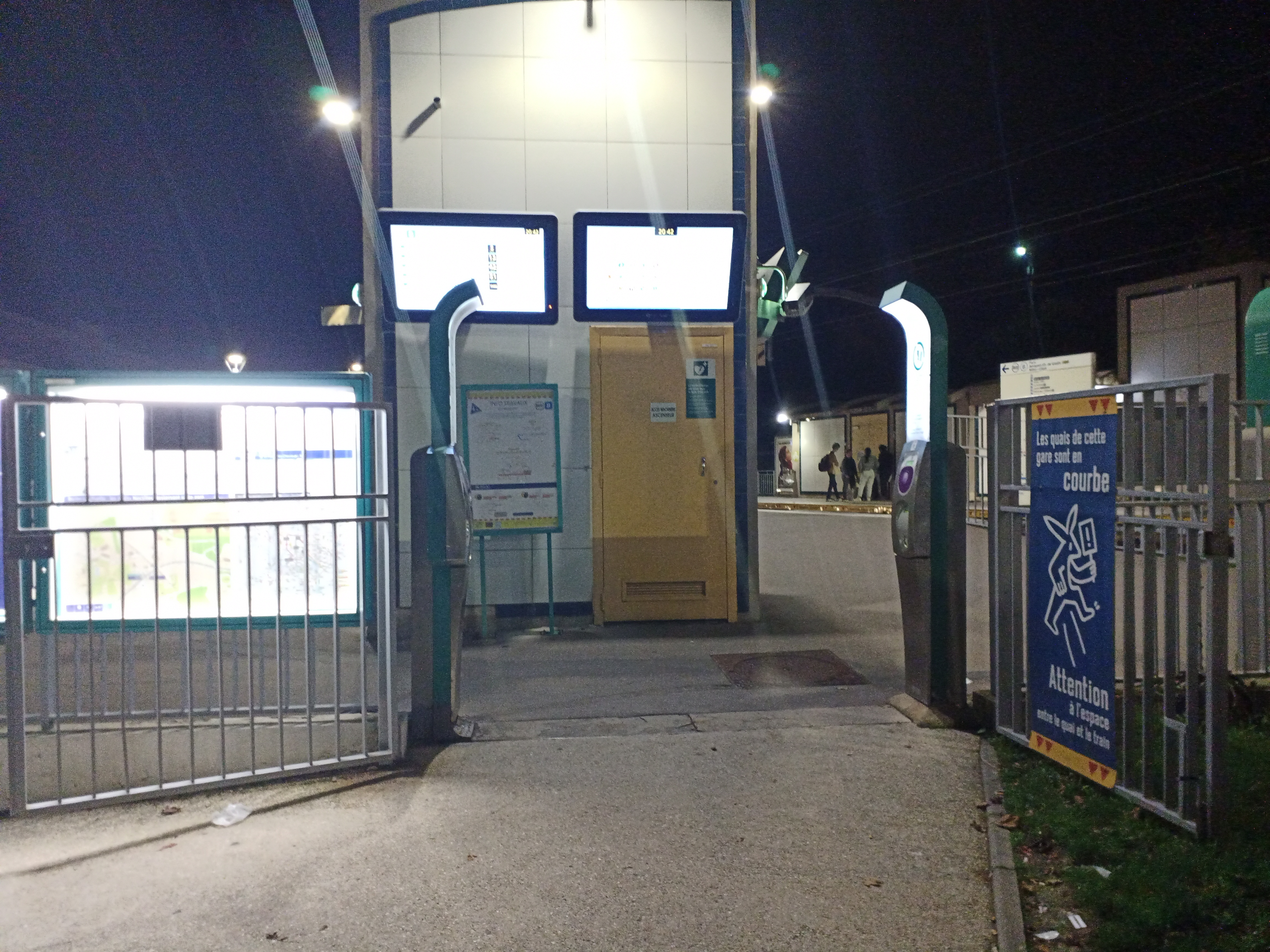
Version du lapin prévenant (à droite) dans la gare de Bures-sur-Yvette de la ligne B du RER, en 2022.

Plusieurs lapins ont été représentés sur les affiches apposées par la RATP ; l'entreprise en présente une rétrospective sur son site Internet. Par anthropomorphisme, tous ces lapins étaient bipèdes et portaient des vêtements et leurs pieds étaient parfois chaussés.  En revanche, ils ne portaient aucun autre accessoire.
Le premier lapin a été créé en 1977 par la dessinatrice Anne Le Lagadec. C'est elle qui a choisi le symbole du lapin, car il « dégage à la fois de la fragilité et de la douceur, … et court partout sans faire attention ». Mettant en garde contre les dangers des portillons automatiques, il portait une salopette rouge et un pull jaune à motifs noirs. Le second lapin est apparu en 1982. Le troisième lapin, apparu en 1986, met en garde contre les dangers des portes des trains, et est de couleur rose. Il est dessiné par Serge Maury. Sa tenue est également résolument plus moderne. Il a abandonné sa salopette rouge pour ce qui semble être un tee-shirt jaune vif et un pantalon de survêtement assorti qui ne laisse plus sortir sa queue. Sa tête a également été modifiée ; il ressemble plus à Bugs Bunny que les anciennes versions. Capitalisant sur le succès de son lapin, la RATP l'a illustré sur un tee-shirt dans sa collection « Patrimoine ».
En 2014, une nouvelle version dessinée par l'agence 4uatre est progressivement apposée sur les portes des rames des lignes de métro et de RER en commençant, depuis le 28 mai, par les rames de la ligne 1 et celles de la ligne 14 du métro.

### Message

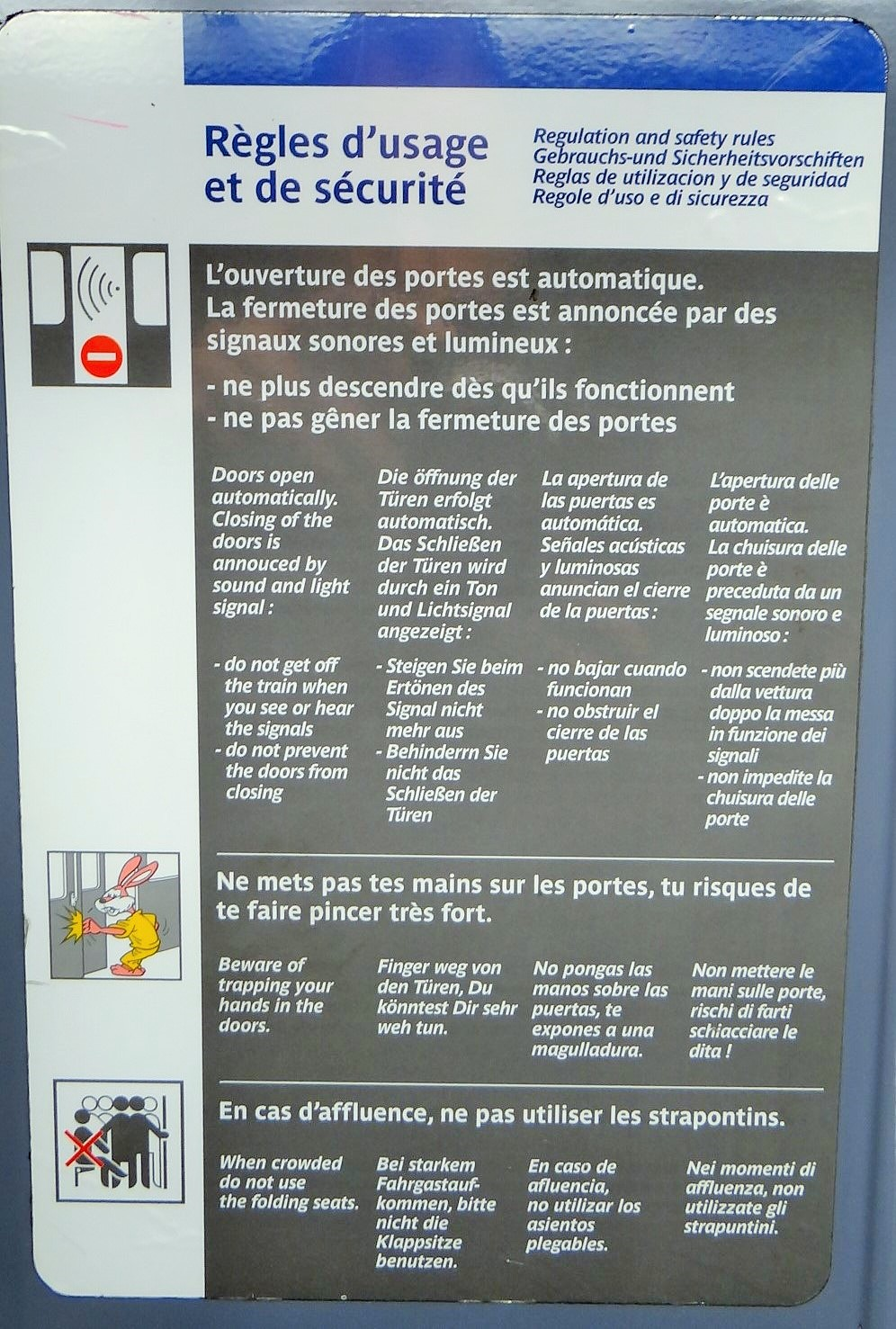
Autocollant d'avertissement dans le métro de Paris, dont la prévention illustrée par le lapin Serge avec son design de 1986.

Le lapin rose possède trois doigts à chaque main et à chaque pied. Apparaissant de trois-quarts profil, sa posture arc-boutée converge vers sa main gauche, dont les doigts sont coincés entre l'une des portes et son châssis. Son visage exprime la surprise et son regard est tourné vers l'objet de sa douleur qui, comme dans la tradition graphique de la bande dessinée, est soulignée par un éclair afin d'attirer l'attention de ceux à qui le message est adressé.
On compte deux formats pour cette affiche, et de l'un à l'autre, le message diffère sur deux points : la ponctuation qui sépare les deux propositions (un deux-points dans un cas, une virgule dans l'autre), et la présence de l'exclamation « Attention ! ».
Dans la version la plus concise, l'illustration est surmontée d'un message écrit en italique, en blanc sur fond rouge, et centré horizontalement.
Dans la version plus longue, le message se trouve en dessous de l'illustration et se voit décliné dans quatre autres langues en plus du français. Le message traduit n'est pas rigoureusement identique à l'original :
- français, « Attention ! Ne mets pas tes mains sur la porte, tu risques de te faire pincer très fort. »
- anglais, dont le texte, qui est le plus court, est celui qui insiste le moins sur la perspective de la douleur : « Beware of trapping your hands in the doors. » ;
- allemand, dont le texte devrait être ponctué d'un point d'exclamation : « Finger weg von den Türen, Du könntest Dir sehr weh tun. » ;
- espagnol : « No pongas las manos sobre las puertas, te expones a una magulladura. » ;
- italien, « Non mettere le mani sulle porte, rischi di farti schiacciare le dita ! ».

Le texte, aligné à gauche, est écrit en blanc sur fond gris, en italique et en caractères plus petits pour les traductions. Il est suivi d'un cadre rouge.
Chaque couple de portes est pourvu d'un exemplaire de la plus petite version, et de deux exemplaires de la plus grande.

### Cible
Le choix de l'animal représenté, les couleurs vives et le tutoiement dénotent la cible visée : les enfants.

## Détournements
Les usagers du métro parisien sont familiers de ce personnage qui fait partie de leur vie quotidienne tout en se démarquant du ton habituellement adopté par la signalétique. Il est en quelque sorte devenu une mascotte de la RATP, qui le qualifie elle-même de « référence » et de « symbole fort ». La RATP lui a même ouvert un compte sur Twitter.
De ce fait, il s'expose aux détournements et à des allusions souvent empreintes d'humour de connivence, c'est-à-dire avec peu ou pas de remise en contexte, de sorte que seules les personnes connaissant l'existence du lapin peuvent déceler le sous-entendu.

### Brigades AntiPub
Les Brigades AntiPub exploitent sa notoriété pour le parodier à des fins militantes. C'est la version miniature qu'elles ont imitée ; les portes du métro y sont remplacées par des affiches publicitaires hypnotisant le lapin. Le texte devient « Attention ! Ne mets pas tes yeux sur les pubs : tu risques de te faire manipuler très fort ».
Ces vignettes sont notamment collées aux côtés des originaux.

### Éric et Ramzy
Dans un sketch où Éric et Ramzy simulent une correspondance, alors que Ramzy, resté à Paris, reçoit des nouvelles de son ami en voyage, il répond à une citation d'Éric en lui indiquant que cela lui en rappelle une autre, celle d'un petit lapin qui disait « Attention, ne mets pas tes mains sur la porte, tu risques de te faire pincer très fort. ».

### Jackass
L'épisode 4 de la saison 3 de l'émission télévisée américaine Jackass, diffusé le 24 décembre 2001 sur MTV, est en partie tourné à Paris.
L'un des sketchs, intitulé Metro bunny (bunny étant en anglais un terme familier pour désigner le lapin), montre Chris Pontius déguisé en lapin, qui descend dans la station Château d'Eau, attend sur le quai qu'un métro arrive, monte dans la rame, se coince volontairement la main entre les portes lors de leur fermeture, puis hurle de douleur en tentant de se dégager, reproduisant ainsi la scène représentée sur la vignette. La séquence se termine d'ailleurs par un gros plan sur sa version petit format,.

### Les Kassos
La web-série française Les Kassos, diffusée sur YouTube, entreprend de détourner des personnages de la culture populaire de façon humoristique. Trois épisodes sont dédiés à Serge le lapin dont la tendance à coincer ses doigts dans les portes est parodiée comme une pratique masochiste.

## Équivalents étrangers

### Au Japon
Au Japon, le lapin qui assume ce rôle d'avertissement est blanc, et c'est son oreille gauche qui se coince dans les portes.[réf. nécessaire]
Sur les wagons de la ligne Keiō (京王線, Keiō-sen) à Tokyo, ce n'est pas un lapin mais la petite chatte Hello Kitty qui fait office d'avertissement sur les portes.
Il existe également dans le métro de Tokyo une mise en garde où c'est un chaton, blanc également, qui se coince la queue entre les portes. Le message, Doa ni gochūi ! (ドアにご注意！), se traduit par « Attention à la porte ! ».
Il existe également une affiche sur les quais de Tokyo Metro qui invite les passagers à ne pas se précipiter dans le train. Le message, kakekomi jōsha wa kiken desu !! (かけこみ乗車は危険です！！), se traduit par « Se précipiter dans le train est dangereux !! ». Dans ce cas, l'animal qui se coince le museau dans la porte change chaque année pour représenter l'animal du signe du zodiaque de l'année en cours.

### À Londres
[réf. nécessaire]
On rencontre un phénomène similaire dans l’Underground : l'inscription Mind the gap, qui met en garde les voyageurs qu'un vide sépare le bord du quai et le plancher de la rame, est devenue un mème de la culture populaire londonienne.